# 대한민국 (연호)
대한민국(大韓民國)은 대한민국에서 사용한 연호(年號)로, 대한민국이 독립선언을 하고 대한민국 임시정부를 수립한 서기 1919년을 대한민국 원년(元年)으로 한다.

## 대한민국 임시정부에서 사용

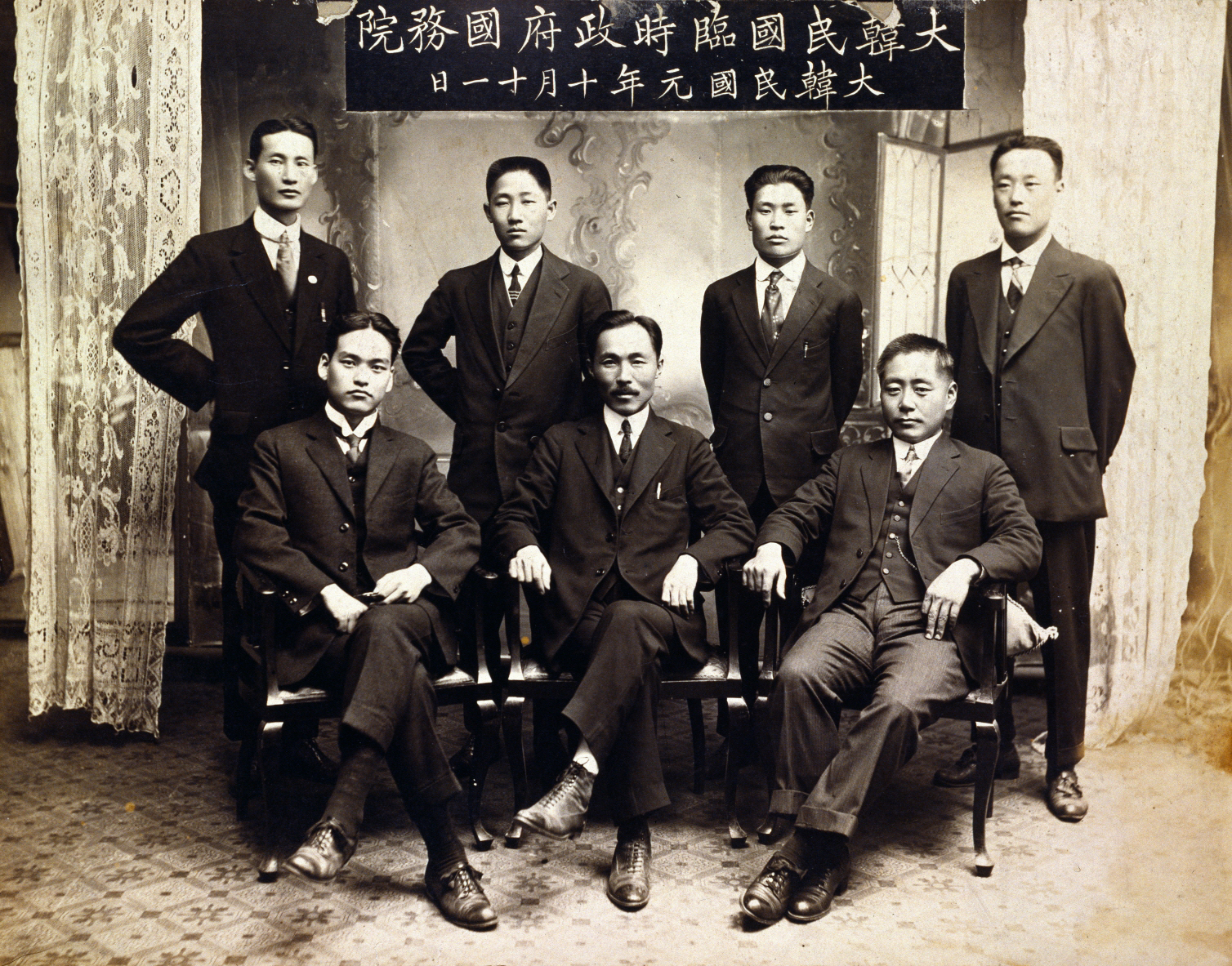
대한민국 임시정부 국무원 기념 사진(1919년 10월 11일). 상단에 "대한민국 원년 10월 11일"이라는 문구를 확인할 수 있다.

대한민국 임시정부는 1919년 4월 11일, 날짜를 '대한민국 원년 4월 11일'로 표기한 대한민국 임시헌장을 제정·공포하면서부터 이 연호를 공식적인 기년법(紀年法)으로 채택하여 입법, 재정, 외교, 군사문서는 물론 한인애국단, 한국광복군 등 산하기관의 서류를 포함한 모든 공문서에 사용하였다.

## 대한민국 정부에서의 사용
1945년 광복 후 1948년 수립된 대한민국 정부에서도 국회가 1948년 9월 25일 법률 제4호로 '연호에관한법률'을 제정하여 단군기원을 공용 연호로 채택할 때까지 사용하여, 법률 공포문, 관보를 비롯한 모든 정부문서에 1948년을 '대한민국 30년'으로 표기하였다.
국회가 1948년 7월 12일 대한민국 헌법을 제정하면서 그 전문(前文)에 제정연도를 '단기 4281년'으로 표기하는 등 단군기원을 사용하려 하였던 것에 반하여, 이승만이 이끌던 새 행정부는 대한민국연호를 사용하였는데, 그것은 1948년 수립된 대한민국 정부가 3.1 독립선언으로 수립된 대한민국 임시정부의 계승이라는 것을 표현하기 위한 이승만 등의 강력한 의지에 따른 것이었다고 한다. 그러나 국회는 논쟁 끝에 단군기원을 공용연호로 통일해 사용하기로 결정하였고, 이승만은 이에 승복하였는데, 그는 이때 대한민국연호를 사용한 이유를 밝히면서 그것이 "우리나라의 민주정치제도가 남의 조력으로 된 것이 아니요, 30년 전에 대한민국 임시정부를 수립·선포한 데서 이뤄졌다는 것과 기미년 독립선언이 미국의 독립선언보다 더 영광스럽다는 것을 드러내고자 함"이었다고 설파하였다.
2008년 이명박 정부가 대한민국의 건국을 대한민국 정부 수립이 선포된 1948년 8월 15일으로 보고 2008년(대한민국 90년) 8월 15일을 '대한민국 60년(건국 60주년)'으로 기념하는 행사를 치른 것은 이승만을 부각시킨다면서 오히려 이승만의 이러한 뜻을 외면한 것으로서 역사의식 결여의 산물이라는 비판이 있다. 그러나 1998년 김대중 정부가 '대한민국 50년(제2의 건국)' 기념을 한 사례도 있기 때문에 정치적으로 문제가 없다는 반론도 있다.

## 연대대조표
| 대한민국            | 원년       | 2년        | 3년        | 4년        | 5년        | 6년        | 7년        | 8년        | 9년        | 10년       |
| 서기                | 1919년     | 1920년     | 1921년     | 1922년     | 1923년     | 1924년     | 1925년     | 1926년     | 1927년     | 1928년     |
| 육십간지 (六十干支) | 기미(己未) | 경신(庚申) | 신유(辛酉) | 임술(壬戌) | 계해(癸亥) | 갑자(甲子) | 을축(乙丑) | 병인(丙寅) | 정묘(丁卯) | 무진(戊辰) |

| 대한민국            | 11년       | 12년       | 13년       | 14년       | 15년       | 16년       | 17년       | 18년       | 19년       | 20년       |
| 서력                | 1929년     | 1930년     | 1931년     | 1932년     | 1933년     | 1934년     | 1935년     | 1936년     | 1937년     | 1938년     |
| 육십간지 (六十干支) | 기사(己巳) | 경오(庚午) | 신미(辛未) | 임신(壬申) | 계유(癸酉) | 갑술(甲戌) | 을해(乙亥) | 병자(丙子) | 정축(丁丑) | 무인(戊寅) |

| 대한민국            | 21년       | 22년       | 23년       | 24년       | 25년       | 26년       | 27년       | 28년       | 29년       | 30년       |
| 서력                | 1939년     | 1940년     | 1941년     | 1942년     | 1943년     | 1944년     | 1945년     | 1946년     | 1947년     | 1948년     |
| 육십간지 (六十干支) | 기묘(己卯) | 경진(庚辰) | 신사(辛巳) | 임오(壬午) | 계미(癸未) | 갑신(甲申) | 을유(乙酉) | 병술(丙戌) | 정해(丁亥) | 무자(戊子) |

| 이전연호:                      | 다음연호:                          |
| ------------------------------ | ---------------------------------- |
| 융희 (대한제국, 1907년~1910년) | 단군기원 (대한민국, 1948년~1961년) |

## 같이 보기
- 연호
- 단군기원
- 서력기원
- 대한민국 임시정부
- 대한민국 건국절 논쟁